# خورخي أليند
خورخي أليند (بالإسبانية: Jorge Allende)‏ هو عالم كيمياء حيوية تشيلي، ولد في 11 نوفمبر 1934 في كارتاغو، كوستاريكا ‏ في كوستاريكا.